# Машнур
Машну́р (рос. Машнур, марій. Машнур) — присілок у складі Моркинського району Марій Ел, Росія. Входить до складу Семісолинського сільського поселення.

## Населення
Населення — 7 осіб (2010; 7 у 2002).
Національний склад (станом на 2002 рік):
- лучні марійці — 100 %